# Gudarnas berg
Gudarnas berg är en roman av Jan Guillou, utgiven 1990. Den är Guillous enda ungdomsbok, och hans enda försök i science fiction-genren. Den handlar om flickan Steva som hamnar ensam på en främmande planet efter att hennes familj flytt från Jorden som blivit förstörd. Stilen påminner om den svenska science fiction- och barnboksförfattaren George Johansson.